# Nelson (New Hampshire)
Nelson – miasto w Stanach Zjednoczonych, w stanie New Hampshire, w hrabstwie Cheshire.